# Yoshihito, principe Katsura
Yoshito, principe Katsura (Tokyo, 11 febbraio 1948 – Tokyo, 8 giugno 2014), è stato un principe giapponese, secondo figlio ed erede del principe Mikasa e della principessa Mikasa e cugino di primo grado dell'imperatore Akihito.

## Istruzione
Il principe si è laureato presso il Dipartimento di studi politici della facoltà di Giurisprudenza dell'Università Gakushuin nel 1971. Dal 1971 al 1973, ha studiato presso la Graduate School della Università Nazionale Australiana, a Canberra in Australia. Dopo il suo ritorno in Giappone, ha lavorato come amministratore presso la Broadcasting Corporation in Giappone dal 1974 al 1985.

## Servizio pubblico
Nel 1982, il principe è tornato in Australia come parte della delegazione giapponese in onore del decimo anniversario dell'Australia-Japan Society. Egli ha anche visitato la Nuova Zelanda per favorire il rafforzamento dei legami e delle amichevoli relazioni diplomatiche.
Nel 1994, ha visitato l'Australia insieme alla principessa Tomohito di Mikasa per un evento di beneficenza per i bambini con disabilità dell'udito o della vista.
Nel luglio 1997, il principe Katsura ancora una volta ha visitato l'Australia, per aiutare a promuovere una mostra dello sport tradizionale di sumo, con partite tenutesi a Sydney e Melbourne.

## Problemi di salute e morte
Il principe Katsura era paralizzato dalla vita in giù a causa di un ematoma subdurale acuto avuto nel 1988 e utilizzava una sedia a rotelle. Nonostante la sua disabilità, aveva un ruolo attivo nel servizio pubblico, e appariva regolarmente in cerimonie di premiazione, eventi diplomatici e come presidente di varie organizzazioni di beneficenza.
Nel 2008 è stato ricoverato in ospedale per sepsi.
Nei primi mesi del 2014, al principe è stata diagnosticata una malattia non specificata che ha colpito e deteriorato il suo cuore. Nelle prime ore dell'8 giugno 2014, ha subito un attacco cardiaco e nonostante gli sforzi per rianimarlo è stato dichiarato morto alle 10:50 ora locale. Aveva 66 anni.
Il servizio funebre si è tenuto il 17 giugno nel cimitero imperiale di Toshimagaoka, alla presenza dei genitori, della famiglia imperiale e di 560 dignitari.
Il principe Katsura non era sposato e non ha lasciato figli legittimi. Dato che i suoi fratelli avevano avuto solo figlie femmine, la sua morte segna la fine del ramo paterno della famiglia reale.

## Cariche onorifiche
- Presidente del Società Giappone-Australia-Nuova Zelanda, Inc.
- Presidente della Società agricola del Giappone
- Presidente dell'Associazione forestale del Giappone
- Presidente dell'Associazione giapponese di arti e mestieri
- Presidente dell'Associazione Urushi